# Pseudanthessius nemertophilus
Pseudanthessius nemertophilus is een eenoogkreeftjessoort uit de familie van de Pseudanthessiidae. De wetenschappelijke naam van de soort is voor het eerst geldig gepubliceerd in 1936 door Gallien.